# Nice Métropole Côte d'Azur
Nice Métropole Côte d'Azur is een Franse die uitkomt in de continentale circuits van de UCI die is op gericht in 2021. De ploeg heette in het jaar van oprichting nog Sprinter Nice Métropole. Destijds was de ploeg nog niet onderdeel van de UCI, sinds 2022 heeft de ploeg een continentale status.

## Niet-Franse renners
Het merendeel van de renners dat bij de ploeg rijdt, of heeft gereden, is van Franse afkomst. Dat geldt niet voor de onderstaande renners.
 Isiaka Cisse (2021)
 Antoine Berlin (2022)
 Darel Christopher (2022)
 Andrea Mifsud (2022-)
 Larry Valvasori (2023)
 Alexander Konijn (2024-)
 Andrei Carbunarea (2025-)
 Carter Guichard (2025-)
 Jaakko Hänninen (2025-)

## Renners
| Naam                     | Geboortedatum     | Nationaliteit | Ploeg 2024                              |
| ------------------------ | ----------------- | ------------- | --------------------------------------- |
| Andrei Carbunarea        | 25 april 2005     | Roemenië      | Lotus Team                              |
| Melvin Crommelinck       | 7 december 2004   | Frankrijk     |                                         |
| Damien Girard            | 14 december 2001  | Frankrijk     |                                         |
| Carter Guichard          | 16 september 2006 | Nieuw-Zeeland | Decathlon AG2R La Mondiale U19 Team     |
| Jaakko Hänninen          | 16 april 1997     | Finland       | Decathlon AG2R La Mondiale Team         |
| Noah Knecht              | 14 november 2000  | Frankrijk     |                                         |
| Alexander Konijn         | 15 oktober 1999   | Frankrijk     |                                         |
| Alexandre Léonien        | 7 november 1999   | Frankrijk     |                                         |
| Dylan Massa              | 14 februari 2006  | Frankrijk     | U19 Academy Région Sud powered by Giant |
| Andrea Mifsud            | 28 mei 1999       | Malta         |                                         |
| Axel Narbonne Zuccarelli | 31 mei 1998       | Frankrijk     |                                         |

## Overwinningen
2021
1e etappe Ronde van Kosovo: Tristan Delacroix
3e etappe Ronde van Kosovo: Paul Hennequin
Eindklassement Ronde van Kosovo: Tristan Delacroix
3e etappe Ronde van Servië: Jean Goubert
Eindklassement Ronde van Servië: Jean Goubert
2023
Eindklassement Ronde van Algerije: Paul Hennequin
2024
3e etappe Ronde van Marokko: Paul Hennequin
4e etappe Ronde van Marokko: Damien Girard
6e etappe Ronde van Marokko: Jonathan Couanon
10e etappe Ronde van Marokko: Paul Hennequin
Eindklassement Ronde van Marokko: Axel Narbonne Zuccarelli
Couanon · Crommelinck · Girard · Hennequin · Knecht · Konijn · Le Ny · Léonien · Mifsud · Narbonne Zucarelli